# Disa caffra
Disa caffra är en orkidéart som beskrevs av Harry Bolus. Disa caffra ingår i släktet Disa och familjen orkidéer. Inga underarter finns listade i Catalogue of Life.